# 小野彦之丞
小野 彦之丞（おの ひこのじょう、1914年（大正3年）8月15日 - 2006年（平成18年）4月11日）は、日本の実業家。青森トヨタ自動車会長などを務めた。

## 経歴
青森県青森市出身。青森トヨタ自動車社長の小野大介は孫。1946年に青森トヨタ自動車、1956年に青森トヨペット、1968年にトヨタオート青森、トヨタ小野グループサービスを創設。日本自動車販売協会連合会副会長、初代日本自動車連盟青森支部長も歴任。2006年4月11日午前7時51分、肺炎のため、青森市内の病院で死去。91歳没。